# A Légy
A Légy é um filme de animação em curta-metragem húngaro de 1980 dirigido e escrito por Ferenc Rófusz. Venceu o Oscar de melhor curta-metragem de animação na edição de 1981.